# نصرالله سورجي
نصرالله نجم الدين سيف الدين سورجي (من مواليد أربيل 1952)، هو سياسي عراقي، وعضو في مجلس النواب، وعضو في المجلس القيادي لحزب الاتحاد الوطني الكردستاني.

## حياته
ولد في أربيل عام 1952، ودرس في مدارسها الابتدائية والثانوية، وحصل على شهادة البكالوريوس من جامعة صلاح الدين، بعدها انتقل إلى العيش في السليمانية.

## العضوية
- عضو سابق في مجلس النواب العراقي دورة كتابة الدستور، عام 2006، كان عضو في لجنة الشهداء والسجناء السياسين.

- عضو في المجلس القيادي للحزب الاتحاد الوطني الكردستاني وشغلَ منصبان في الحزب منهم مسؤول مركز تنظيمات نينوى ومركز تنظيمات مخمور للأتحاد.[3]